# Pro-Femina (konferencija)
Pro-Femina je regionalna konferencija koju organizuju kompanija Color Media Communications i magazin Lepota & zdravlje. Osmišljena je da da osvrt na položaj žena, kako u poslovnom svetu, tako i u svakodnevnom okruženju. Svake godine obrađuju se nove teme i učestvuju predavači iz svih sfera života.

## Pro-Femina 2013
Prva konferencija „Pro-Femina” održana je 3. oktobra 2013. godine u Kristalnoj dvorani hotela „Hajat” u Beogradu sa fokusom na temu „Šta žene žele?”. Više od 150 stručnjaka iz oblasti medija, marketinga, odnosa sa javnošću, komunikacija, umetnosti, predstavnika najuticajnijih kompanija i medijskih agencija iz celog regiona prisustvovalo je celodnevnom programu tokom kojeg se govorilo o modi, lepoti, zdravlju, estetskoj hirurgiji, trudnoći, „ženskom pismu”, problemima žena invalida, položaju LGBT žena, razlikama u emancipaciji žena u delovima nekadašnje Jugoslavije i brojnim drugim temama koje zanimaju žene, ali i medije, marketinške agencije i sve ostale koji se obraćaju ovom delu populacije i tržišta.
Na pet panela i četiri studije slučaja između ostalih učestvovali su: Vedrana Rudan, Tanja Vehovec, Vesna Dedić, Aja Jung, Duška Jovanić, Senka Kurt, Suzana Trninić, Danica Vučenić, Snežana Dakić, Žana Polijakov, Sanja Purić, Ksenija Mijatović, dr Violeta Skorobać, Olivera Balašević, dr Lidija Rakočević, dr Nina Miteva, Biljana Cincarević, dr Aleksandra Novakov-Nikić i veliki broj drugih uticajnih žena različitih profesija iz celog regiona. Među moderatorima su bili Ivan Stanković, Dragana Đermanović, Denis Kolundžija, Igor Todorović i Jelena Joksimović.
U sklopu konferencije postavljena je izložba štampanih oglasa iz novina s kraja 19. i početka 20. veka koji su ženama nudili kozmetička sredstva, reklamirali krojačke salone, modiskinje i brojne druge usluge.

## Pro-Femina 2014
Druga konferencija „Pro-Femina” održana je 3. aprila 2014. godine u hotelu „Hajat” u Beogradu. Tema konferencije bilo je pitanje “Šta radimo dok čekamo bolja vremena?”.
Odgovor na ovo pitanje dale su brojne poznate ličnosti iz zemlje i regiona i otkrili šta nas čini srećnim, kako da budemo emotivno zadovoljni, oslobodimo se stresa, napredujemo u karijeri, kako izgledamo, kako se hranimo. Osim panela koji su se bavili ovim pitanjima, govornici i publika diskutovali su na teme nasilja nad ženama, šta je razlika između znanja i zvanja, kako se izlečiti pomoću uma i zdrave ishrane, da li je hrana postala moda i šta nam je u celom regionu zajedničko kad je o ljubavi reč.
Glumica Mirjane Karanović i novinarka Brankica Stanković govorile su o izazovima sa kojima se susreću radeći svoj posao, a šminker Aleksandar Đikić izveo je performans pod nazivom „Da li je ulepšavanje opterećenje ili uživanje?”. Konferencija je okupila je i mnoge poznate ličnosti, pa su tako Veran Matić, Dragana Ćosić, Isidora Bjelica, Mirjana Karanović, Brankica Stanković, Filip Ćirić, Đorđe Kortina, Aleksandra Gudelj, Fuad Backović Deen, Andrijana Božović, Vanja Gavrovski, Branko Rosić, Helena Mihić, Jasmina Blečić, Duška Jovanić, Vjekoslav Kramer i Marina Krleža bili neki od učesnika. Tokom konferencija predstavljena je i izložba slikarke Nadežde Petrović.

## Pro-Femina 2015
Treća regionalna konferencija „Pro-Femina” održana je 9. aprila 2015. godine u hotelu „Metropol” u Beogradu. Pod parolom „Šta žene žele”, ova konferencija u organizaciji magazina „Lepota i zdravlje“, bavila se temama kao što su mizoginija i njeni koreni u javnom životu Balkana, svođenje žena na seksualne objekte ili mašine za rađanje, izazovima roditeljstva: ko i kako nam vaspitava decu, govorilo se i o pravilnoj nezi kože i tela, kao i savetima za zdrav život, telo i um.
Konferenciju je otvorila Lidija Ćulibrk, glavna i odgovorna urednica časopisa „Lepota & zdravlje”, a učesnice konferencije, između ostalih, bile su i Biljana Srbljanović, Nataša Miljković, Gordana Suša, Sanja Doležal, Gorica Popović, Aida Đedović, Vesna Dedić, Mirjana Bobić Mojsilović.

## Pro-Femina 2016
Četvrta regionalna konferencija „Pro-Femina” održana je 14. aprila 2016. godine u beogradskom hotelu „Metropol” sa temom „Šta žene žele?”. Pozdravni govor je održala Ludija Ćulibrk, glavna i odgovorna urednica časopisa „Lepota & zdravlje”, konferenciju je otvorila Zorana Mihajlović, potpredsednica Vlade Republike Srbije.
U panel diskusijama govorilo se o najvažnijim pitanjima koja se tiču savremene žene, rodnoj ravnopravnosti, učešću žena u političkom životu, o zaštiti žena žrtava nasilja, balansu između privatnog i poslovnog života, o ženskom zdravlju, nezi, lepoti, porodičnim i partnerskim odnosima, a među govornicima i gostima su bili Duška Jovanić, Jelica Grganović, Aleksandra Jerkov, Aleksandar Radojičić, Marko Vidojković, Igor Todorović, Olja Bećković, Slavica Đukić Dejanović, Vesna Dedić, Gorica Nešović, Una Senić, Jelena Tinska, Snežana Dakić, Nina Radulović…
Ovom prilikom obeležen je i važan jubilej - 15 godina od izlaska prvog broja magazina „Lepota & zdravlje” i prvi put je dodeljena nagrada „Pro-Femina”. Priznanje je dobila košarkašica Nataša Kovačević.

## Pro-Femina 2017
Peta regionalna konferencija „Pro-Femina” odžana je 11. aprila 2017. godine u Mikser House-u u Beogradu. Konferenciju posvećenu ženama otvorila je Lidija Ćulibrk, glavna i odgovorna urednica časopisa „Lepota & Zdravlje”, a učesnicima se obratila Tanja Miščević, šefica pregovaračkog tima Srbije koja je istakla važnost poštovanja rodne ravnopravnosti za evropske integracije.
Tokom pet panela i dve studije slučaja učesnici su govorilo se o položaju žene u društvu, feminizmu, tradicionalnim vrednostima i ravnopravnosti polova. Razgovaralo se i o zdravoj hrani i trendovima u kulinarstvu, deci, alternativnoj i savremenoj medicini, pobačaju i estetskoj hirurgiji.
Robert Čoban, predsednik kompanije „Color Press Grupa”, vodio je panel sa Biljanom Srbljanović o tradicionalnim vrednostima, ženskim pravima, feminizmu i digitalnim medijima. Među učesnicima konferencije bili su i prof. dr Danica Grujičić, Lena Kovačević, džez muzičarka, Vesna Stanojević, koordinatorka Sigurne kuće za žrtve porodičnog nasilja, Maja Petrović, blogerka, Vitki Gurman; Daniela Bakić, kolumnistkinja i autorka knjige „Dnevnik čuda Dude Alapače”, Ivona Pantelić, TV lice, Iva Čuljak, novinarka i instagramerka, Ivan Tomić, glumac i stend-ap komičar, Jovana Gligorijević, novinarka, Milena Bogavac, scenaristkinja predstave „Crvena: samoubistvo nacije” i mnogi drugi.
Na kraju konferencije, na temu „Prepoznavanje”, govorila je Marina Maljković, bivša selektorka košarkaške reprezentacije Srbije, trener „Galatasaraja”, kojoj je uručena ovogodišnja „Pro-Femina nagrad”a, a statuu je dizajnirala vizuelna umetnica Jelena Blečić.

## Pro-Femina 2018
Šesta regionalna konferencija „Pro-Femina” održana je 18. aprila 2018. godine u hotelu „Holyday Inn” u Beogradu. Konferencija je održana pod sloganom „Šta žene žele?”. Pored toga govoreno je o zdravim jutarnjim navikama, pravu svake žene na autonomne izbore, novim junakinjama srpskih serija i filmova, savetima za negu, zdravstvenim temama, prevenciji i inovativnim lekovima, estetskim korekcijama i organskoj poljoprivredi.  
Konferenciju su otvorile potpredsednica Vlade Republike Srbije Zorana Mihajlović, glavna i odgovorna urednica magazine “Lepota & Zdravlje” Lidija Ćulibrk i direktorka magazina Milica Đokić.
„Pro-femina” nagradu dobila je dramaturškinja Milena Minja Bogavac.
I ovogodišnjoj konferenciji prisustvovale su brojne poznate ličnosti među kojima su bili: Nina Radulović, Merima Njegomir, Brankica Sebastijanović, Nađa Higl, Irena Jovanović, Iva Čuljak, Ivona Fuštić, Irena Jovanović, Snežana Dakić, Aleksandar Đikić, Marčelo Mura, Filip Maksimović, Nikolina Kovač, Srna Lango, Beba Dragić, Brankica Janković.

## Pro-Femina 2019
Sedma regionalna konferencija „Pro-Femina” održana je 15. aprila 2019. godine u beogradskom hotelu „Hajat”. Konferenciju je otvorila Suzana Paunović, šefica Kancelarije za ljudska i manjinska prava.
Odgovore na pitanja o životu, motivaciji, zdravlju, psihi, fizičkom izgledu, biznisu, ekologiji i društvenoj odgovornosti tokom pet panela i devet studija slučaja davale su i među slušaocima bile brojne poznate ličnosti - Brankica Janković, dr Tijana Palkovljević Bugarski, dr Jasmina Lalošević, Višnja Ljubičić, Jelena Gajšek, Olivera Stefanović Stanković, Bojana Janković, Kati Čaba, Vesna Mandić, prof. dr Neda Todorović, Snežana Dakić, Tamara Ćosić, Branislava Antović, Anita Lazić Todorović. „Pro-Femina” nagradu 2019. godine dobila je dr Danica Grujičić.  

## Pro-Femina 2020
Osma regionalna konferencija „Pro-Femina” održana je 1. jula 2020. godine u beogradskom hotelu „Hilton”.
Pro-Feminu 2020. godine otvorila je Dubravka Negre, direktorka kancelarije Evropske investicione banke za Zapadni Balkan. Specijalnu „Pro-Femina” nagradu 2020. godine direktorka Konferencije Milica Đokić uručila je Jovani Ružičić, osnivačici i direktorki „Centra za mame”.
Neke od tema ovogodišnje konferencije bile su zdravlje u doba korone, ekologija, porast nasilja u porodici, a čule su se i važne poruke i intimne ispovesti žena koje rade u medijima. Među učesnicima i gostima bili su Jovana Joksimović, Ksenija Vučić, Sanja Dragićević Babić, Branislava Antović Aleksić, Ivan Karić, Aleksandar Cvijović, Bojana Janković, Duška Jovanić, Brankica Janković, Nemanja Velikić.

## Pro-Femina 2021
Usled pandemije virusa korona konferencija „Pro-Femina” 2021. godine nije održana.  